# Месен
Месен (на нидерландски: Mesen) е град в Северозападна Белгия, окръг Ипер на провинция Западна Фландрия. Населението му е около 1000 души (2006).